# Sapromyza sexlituris
Sapromyza sexlituris är en tvåvingeart som beskrevs av Shatalkin 1993. Sapromyza sexlituris ingår i släktet Sapromyza och familjen lövflugor. Inga underarter finns listade i Catalogue of Life.